# 傑涅日諾耶湖 (特維爾州)
56°35′50″N 34°22′00″E / 56.5972°N 34.3667°E
傑涅日諾耶湖（俄语：Денежное），是俄羅斯的湖泊，位於該國西北部特維爾州，由斯塔里察區負責管轄，長0.85公里、寬0.32公里，面積0.24平方公里，湖岸線長度2.17公里。